# Ferdinand Baldia (Architekt)
Ferdinand Baldia (* 23. August 1860 in Wien; † 8. Dezember 1936 ebenda) war akademischer Architekt und Stadtbaumeister in Ottakring, dem späteren 16. Wiener Gemeindebezirk.

Ferdinand Baldia, Architekt und Stadtbaumeister in Wien

## Biographie
Ferdinand Baldia wurde am 23. August 1860 in Ottakring, dem heutigen 16. Wiener Gemeindebezirk, geboren. Er studierte von 1880 bis 1884 an der Akademie der bildenden Künste Wien beim Baumeister und Architekten Theophil von Hansen (1813–1891), mit dem er eine zweimonatige Studienreise nach Italien unternahm. 1895 erhielt er die Baumeisterkonzession und trat zwei Jahre später dem Verein für Baumeister in Niederösterreich bei. Er wurde 1903 Mitglied im Hansen-Klub (Vereinigung ehemaliger Theophil von Hansen - Schüler), war bei der Bürgervereinigung der Stadt Wien – Ortsgruppe Ottakring und im Reichsbund der Haus- und Grundbesitzer Wien. Er wurde am Ottakringer Friedhof bestattet.

## Privates
Sein Vater Ferdinand Mathias Baldia (1818–1869) war  Gemeinderat und Realitätenbesitzer in Ottakring. Nach ihm wurde die Baldiagasse in Wien-Ottakring benannt. Seine Mutter Josefa (1833–1907) war die Tochter von Mathias Gansterer (1791–1849), nach dem die Gansterergasse in Wien-Ottakring benannt wurde. 1904 heiratete er Ludmilla Steinbauer (1879–1968) und wurde Vater von sieben Kindern. Ferdinand Baldia engagierte sich ab 1884 als Mitglied bei der Freiwilligen Feuerwehr Ottakring, wo er 1909 vom Landesverbandskommandanten Karl Kantner(1850-1925) zum Zugskommandanten ernannt wurde.

## Ehrung
1914 wurde er vom Bürgermeister der KK Reichshaupt- und Residenzstadt Wien Richard Weiskirchner (1861–1926) für seine Verdienste mit dem Bürgerrecht ausgezeichnet.

## Werke

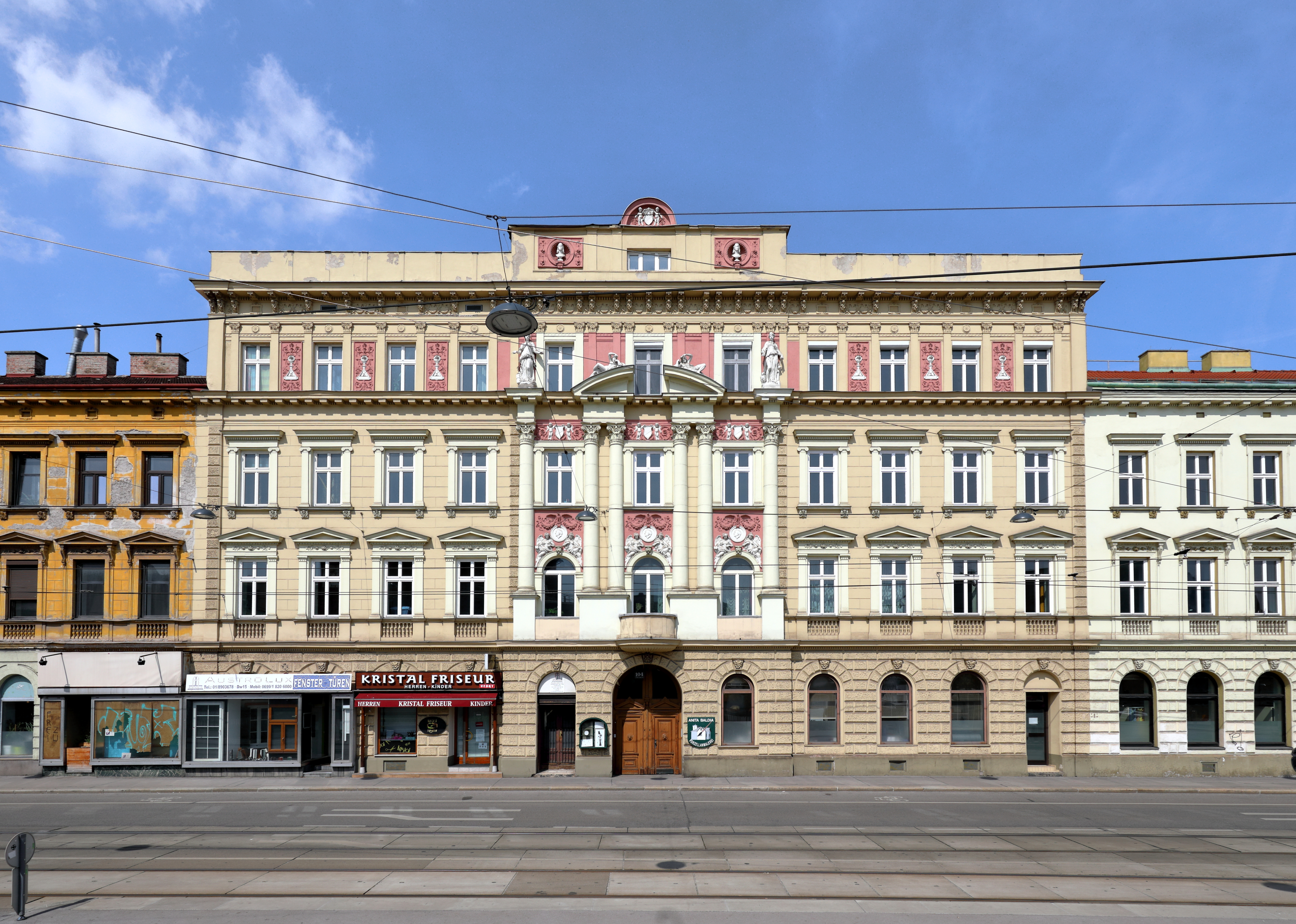
Mittleres Gebäude (Ottakringer Straße 104) des Baldiahofes

Baldia-Hof 1893

Seine Bauten weisen eine Mischung aus Historismus, Neobarock, Manierismus und Secession auf:
- 1893: Miethauskomplex „Baldia-Hof“, Wien 16, Ottakringer Straße 102–106
- 1895: Miethaus Wien 1, Riemergasse 12
- 1904: Miethaus Wien 16, Hasnerstraße 112
- 1905: Miethaus Wien 16, Seeböckgasse 26
- 1910: Zwei Sommervillen für die Familie in St. Aegyd am Neuwalde, Niederösterreich
- 1914: Miethaus Wien 16, Hasnerstraße 159 und wahrscheinlich Nr. 161
- 1914: Miethaus Wien 16, Haslingergasse 41
- 1913–1915: Miethaus Wien 14, Hellmesbergergasse 14 (siedlungsähnliche Anlage, an der mehrere Architekten mitwirkten)